# Карниде (Лиссабон)
Карниде (порт. Carnide) — район (фрегезия) в Португалии, входит в округ Лиссабон. Является составной частью муниципалитета Лиссабон. Находится в составе крупной городской агломерации Большой Лиссабон. По старому административному делению входил в провинцию Эштремадура. Входит в экономико-статистический субрегион Большой Лиссабон, который входит в Лиссабонский регион. Население составляет 21 097 человек на 2001 год. Занимает площадь 4,02 км².
Покровителем района считается Святой Лоренсо (порт. São Lourenço).